# Kombinacja norweska na Zimowych Igrzyskach Olimpijskich 1994 – sztafeta
Sztafeta w kombinacji norweskiej na Zimowych Igrzyskach olimpijskich 1994 odbyła się 24 lutego 1994 roku. Najpierw zawodnicy oddali po dwa skoki na normalnej skoczni Lysgårdsbakken, a następnie wystartowali w sztafecie 3x10 kilometrów metodą Gundersena na trasie biegowej w Birkebeineren skistadion. Tytuł mistrzowski z poprzednich igrzysk obroniła reprezentacja Japonii. Srebrne medale wywalczyli Norwegowie, a trzecie miejsce zajęli reprezentanci Szwajcarii. Był to ostatni raz, kiedy sztafeta została rozegrana w formacie 3x10 km; od kolejnych igrzysk zawodnicy rywalizują w czterech rundach po 5 km.

## Skoki narciarskie
| Pozycja | Państwo           | Zawodnicy                                              | Skok 1 (m)      | Skok 1 (pkt)            | Skok 2 (m)     | Skok 2 (pkt)            | Punkty                  | Strata |
| ------- | ----------------- | ------------------------------------------------------ | --------------- | ----------------------- | -------------- | ----------------------- | ----------------------- | ------ |
| 1.      | Japonia           | Masashi Abe Takanori Kōno Kenji Ogiwara                | 92,0 100,0 89,5 | 371,5 120,0 136,0 115,5 | 88,5 94,0 96,0 | 362,0 113,0 119,0 130,0 | 733,5 233,0 255,0 245,5 | –      |
| 2.      | Norwegia          | Bjarte Engen Vik Knut Tore Apeland Fred Børre Lundberg | 93,5 89,0 81,5  | 337,0 124,5 115,0 97,5  | 94,0 82,0 86,5 | 335,0 125,0 100,0 110,0 | 672,0 249,5 215,0 207,5 | +5:07  |
| 3.      | Szwajcaria        | Jean-Yves Cuendet Andreas Schaad Hippolyt Kempf        | 89,0 88,5 80,5  | 322,5 115,0 112,5 95,0  | 94,0 81,5 83,5 | 321,0 125,5 97,5 98,0   | 643,5 240,5 210,0 193,0 | +7:30  |
| 4.      | Estonia           | Magnar Freimuth Allar Levandi Ago Markvardt            | 83,5 85,5 85,0  | 317,5 103,0 107,5 107,0 | 78,0 87,5 81,0 | 301,5 90,5 112,5 98,5   | 619,0 193,5 220,0 205,5 | +9:32  |
| 5.      | Austria           | Felix Gottwald Georg Riedelsperger Mario Stecher       | 87,0 87,5 86,5  | 322,0 105,5 110,5 106,0 | 78,0 85,5 80,0 | 287,0 88,0 108,0 91,0   | 609,0 193,5 218,5 197,0 | +10:22 |
| 6.      | Czechy            | Milan Kučera Zbyněk Pánek František Máka               | 87,0 88,0 76,5  | 306,0 108,0 112,0 86,0  | 81,5 83,0      | 297,5 98,5 100,5        | 603,5 206,5 210,5 186,5 | +10:50 |
| 7.      | Stany Zjednoczone | John Jarrett Steven Heckman Todd Lodwick               | 85,0 80,0 85,0  | 300,0 102,0 91,5 106,5  | 79,5 81,0 89,0 | 302,0 91,5 96,0 114,5   | 602,0 193,5 187,5 221,0 | +10:57 |
| 8.      | Niemcy            | Roland Braun Thomas Abratis Thomas Dufter              | 89,0 77,5 78,5  | 290,5 112,5 88,0 90,0   | 87,5 78,0 83,5 | 304,5 110,5 90,5 103,5  | 595,0 223,0 178,5 193,5 | +11:32 |
| 9.      | Finlandia         | Tapio Nurmela Topi Sarparanta Jari Mantila             | 89,0 80,5 85,0  | 311,0 113,5 93,0 104,5  | 76,5 81,5 82,0 | 281,0 87,0 96,5 97,5    | 592,0 200,5 189,5 202,0 | +11:47 |
| 10.     | Francja           | Stéphane Michon Fabrice Guy Sylvain Guillaume          | 85,0 77,5 84,0  | 291,5 103,0 87,5 101,0  | 78,5 76,5 80,0 | 266,0 88,5 85,5 92,0    | 557,5 191,5 173,0 193,0 | +14:40 |
| 11.     | Włochy            | Simone Pinzani Andrea Longo Andrea Cecon               | 80,0 81,0       | 279,5 92,0 92,5 95,0    | 74,0 78,0 81,0 | 265,0 81,0 87,0 97,0    | 544,5 173,0 179,5 192,0 | +15:45 |
| 12.     | Rosja             | Walerij Kobielew Stanisław Dubrowski Walerij Stolarow  | 82,5 75,5 77,0  | 269,0 100,0 82,0 87,0   | 74,0 72,5 73,5 | 234,0 79,5 76,5 78,0    | 503,0 179,5 158,5 165,0 | +19:12 |

## Biegi
| Pozycja | Państwo           | Zawodnik                                               | Strata po skokach | Czas biegu                        | Miejsce w biegu | Czas      | Strata    |
| ------- | ----------------- | ------------------------------------------------------ | ----------------- | --------------------------------- | --------------- | --------- | --------- |
|         | Japonia           | Masashi Abe Takanori Kōno Kenji Ogiwara                | –                 | 1:22:51,8 27:55,2 27:49,1 27:07,5 | 3.              | 1:22:51,8 | -         |
|         | Norwegia          | Knut Tore Apeland Bjarte Engen Vik Fred Børre Lundberg | +5:07             | 1:22:33,9 26:51,5 28:28,8 27:13,6 | 2.              | 1:27:40,9 | + 4:49,1  |
|         | Szwajcaria        | Hippolyt Kempf Jean-Yves Cuendet Andreas Schaad        | +7:30             | 1:23:09,9 27:35,6 28:02,0 27:32,3 | 4.              | 1:30:39,9 | + 7:48,1  |
| 4.      | Estonia           | Magnar Freimuth Allar Levandi Ago Markvardt            | +9:32             | 1:23:35,4 28:09,5 27:05,4 28:20,5 | 5.              | 1:33:07,4 | + 10:15,6 |
| 5.      | Czechy            | Zbyněk Pánek Milan Kučera František Máka               | +10:50            | 1:24:05,9 27:23,4 28:45,0 27:57,5 | 6.              | 1:34:55,9 | + 12:04,1 |
| 6.      | Francja           | Sylvain Guillaume Stéphane Michon Fabrice Guy          | +14:40            | 1:20:53,0 26:45,8 27:09,8 26:57,4 | 1.              | 1:35:33,0 | + 12:41,2 |
| 7.      | Stany Zjednoczone | John Jarrett Todd Lodwick Steven Heckman               | +10:57            | 1:25:10,4 27:49,8 29:03,2 28:17,4 | 8.              | 1:36:07,4 | + 13:15,6 |
| 8.      | Finlandia         | Topi Sarparanta Jari Mantila Tapio Nurmela             | +11:47            | 1:24:32,4 28:05,5 28:44,7 27:42,2 | 7.              | 1:36:19,4 | + 13:27,6 |
| 9.      | Austria           | Georg Riedelsperger Mario Stecher Felix Gottwald       | +10:22            | 1:27:47,5 29:41,0 29:17,4 28:49,1 | 10.             | 1:38:09,5 | + 16:17,7 |
| 10.     | Niemcy            | Thomas Dufter Roland Braun Thomas Abratis              | +11:32            | 1:26:53,4 28:40,7 30:06,4 28:06,3 | 9.              | 1:38:25,4 | + 16:33,6 |
| 11.     | Włochy            | Simone Pinzani Andrea Longo Andrea Cecon               | +11:32            | 1:29:27,1 31:29,6 29:02,3 28:55,2 | 11.             | 1:40:59,1 | +19:07,3  |
| 12.     | Rosja             | Stanisław Dubrowski Walerij Stolarow Walerij Kobielew  | +19:12            | 1:30:43,0 29:11,2 29:25,8 32:06,0 | 12.             | 1:49:55,0 | +28:03,2  |